# University of Texas Press
Ne doit pas être confondu avec Texas A&M University Press.
University of Texas Press (ou UT Press) est une maison d'édition universitaire qui fait partie de l'université du Texas à Austin. 

## Histoire
Fondée en 1950, UT Press publie des ouvrages et des revues spécialisés dans plusieurs domaines, dont les études latino-américaines, l'anthropologie, les études amérindiennes, les études afro-américaines, les études cinématographiques et médiatiques, les classiques, le Proche-Orient ancien et le Moyen-Orient, l'histoire naturelle, l'art et l'architecture. La maison publie également des ouvrages et des revues spécialisés dans divers domaines. 

## Revues
- Asian Music
- Cinema Journal
- Information & Culture (en)
- Journal of the History of Sexuality
- The Journal of Individual Psychology
- Journal of Latin American Geography (en)
- Latin American Music Review
- Studies in Latin American Popular Culture
- Texas Studies in Literature and Language (en)
- The Velvet Light Trap (en)